# Darren Styles
Darren Styles, pseudonimo di Darren James Mew (Colchester, 1975), è un disc jockey e producer happy hardcore inglese.

## Carriera musicale
Incoraggiato sin dalla tenera età dal padre, appassionato di musica blues, Styles da sempre possedeva la passione per la musica, così da spendere gran parte del suo tempo per imparare a suonare la tastiera. Styles fece la sua prima apparizione nel panorama underground-rave nel febbraio 1992 a Clacton-on-Sea, nell'Essex, all'Oscars Nightclub.
Nel 1993, insieme al suo amico Paul Hobbs (DJ Force), fonda l'etichetta hardcore "Kniteforce Records", sotto il nome di Force + Evolution. Molte di queste canzoni sono campionate dal potente Carl Cox. Poco dopo la coppia ha prodotto per DJ Slipmatt's, per l'etichetta Universal, sotto il nome di Sense of Summer.
Dal 1996 Styles e Hobbs, Force & Styles, sono stati i Dj di ogni fine settimana per tutto il Regno Unito, ed in giro per Australia, Stati Uniti, Canada e Ibiza, oltre a partecipare allo 'Slammin Vinyl', 'Helter Skelter', e allo 'United Dance', per citarne qualcuno. Insieme fondarono il label "UK Dance" e pubblicarono il loro album All Over The UK.
Nel 1999 Darren si unisce con Mark Breeze, formando il duo Styles & Breeze.
Nel 2006 ha partecipato agli Hardcore Awards, vincendo gli oscar come Miglior Dj, Miglior Produttore, e col singolo Save me come singolo dell'anno. Styles Breeze e Hixxy hanno creato le compilation Clubland X-Treme Hardcore che hanno venduto oltre 450 000 copie in 3 volumi (senza considerare il quarto, il quinto ed il sesto volume, pubblicati rispettivamente nel dicembre 2007, nel dicembre 2008 e nel dicembre 2009).
Nel 2008 pubblica il suo primo album solista Skydivin.
Nel 2010 ha annunciato l'uscita del suo secondo album solista, Feel The Pressure

## Premi
| Anno | Award                   | Awardee                           | Award Show             |
| ---- | ----------------------- | --------------------------------- | ---------------------- |
| 1997 | Miglio produttore       | Force & Styles                    | Hardcore Heaven Awards |
| 1997 | Best Live PA            | Force & Styles                    | Hardcore Heaven Awards |
| 1997 | Rookie DJ's of the Year | Force & Styles                    | Hardcore Heaven Awards |
| 1997 | Miglior Record Label    | UK Dance                          | Hardcore Heaven Awards |
| 1997 | Miglior Visiting DJ     | Darren Styles                     | Hardcore Heaven Awards |
| 1997 | Best Hardcore Record    | Heart of Gold by Force & Styles   | Kiss FM Awards         |
| 1998 | Miglior Produttore      | Force & Styles                    | Hardcore Heaven Awards |
| 2003 | Miglior Produttore      | Styles & Breeze                   | Hardcore Heaven Awards |
| 2003 | Best Hardcore Record    | You're Shining by Styles & Breeze | Kiss FM Awards         |
| 2004 | Miglior Produttore      | Styles & Breeze                   | Hardcore Heaven Awards |
| 2004 | Best Hardcore Record    | Heartbeatz by Styles & Breeze     | Kiss FM Awards         |
| 2005 | Best Hardcore Record    | Slide Away by Styles & Breeze     | Kiss FM Awards         |
| 2006 | Miglior Produttore      | Darren Styles                     | Hardcore Heaven Awards |
| 2006 | Best DJ                 | Darren Styles                     | Hardcore Heaven Awards |
| 2006 | traccia dell'anno       | Save Me by Darren Styles          | Hardcore Heaven Awards |
| 2007 | Miglior DJ              | Darren Styles                     | Hardcore Heaven Awards |
| 2008 | Miglior Produttore      | Darren Styles                     | Hardcore Heaven Awards |
| 2008 | Traccia dell'anno       | Flashlight by Darren Styles       | Hardcore Heaven Awards |

## Discografia

### Album
| Anno | Titolo                                      | Classifica | Classifica |
| Anno | Titolo                                      | UK         | IRE        |
| ---- | ------------------------------------------- | ---------- | ---------- |
| 1996 | "All Over The UK" Force & Styles            | —          | —          |
| 1998 | "Simply Electric" DJ Force & The Eveloution | —          | —          |
| 2000 | "Heart of Gold" Force & Styles              | —          | —          |
| 2008 | "Skydivin'"                                 | 4          | 41         |

### Singoli
| Anno      | Canzone | Classifica | Classifica           | Classifica | Classifica | Album           |
| Anno      | Canzone | UK         | Czech Factory Top 40 | IRE        | FIN        | Album           |
| --------- | --- | ---------- | -------------------- | ---------- | ---------- | --------------- |
| 1997      | "Paradise & Dreams" Force & Styles | —          | —                    | —          | —          | All Over The UK |
| 1998      | "Heart of Gold" Force & Styles Feat Kelly Llorenna | 55         | —                    | —          | —          | Heart of Gold   |
| 2003      | "Let Me Fly" Infextious | 59         | —                    | —          | —          |                 |
| 2004      | "You're Shining" Styles & Breeze | 19         | —                    | 46         | 19         | Skydivin'       |
| 2005      | "Heartbeatz" Styles & Breeze | 16         | —                    | 38         | 16         | Skydivin'       |
| 2006      | "Save Me" | 70         | —                    | —          | —          | Skydivin'       |
| 2007      | "Sure Feels Good" vs Ultrabeat | 52         | —                    | —          | —          | Skydivin'       |
| 2008      | "Right By Your Side" vs N-Force | 77         | —                    | —          | —          | Skydivin'       |
| 2008      | "Discolights" vs Ultrabeat | 23         | 1                    | 28         | —          | Skydivin'       |
| 2013 2014 | "Paranoia" "Molly" "Xfer" "Never forget you" "Forever" (feat. Micheal Scout) "Without you" (feat. Micheal Scout) "Sober" Da Tweekaz-Lights and thunder(Darren styles rmx) Talk | —          | —                    | —          | —          |                 |

## Altre canzoni
DJ Force and Evolution
- 1993 Fall Down On Me
- 1993 Poltergeist
- 1993 Twelve Midnight

DJ Force and The Evolution
- 1994 High On Life
- 1994 Perfect Dreams
- 1995 Show Me Heaven
- 1995 Simply Electric
- 1996 Fall Down On Me
- 1998 High On Life (Force and Styles Remix)
- 1998 Raining Smiles
- 1998 Twelve Midnight (Bang Remix)
- 1999 Perfect Dreams
- 2006 Fall Down On Me

A Sense Of Summer
- 1995 Around The World
- 1995 On Top

Force and Styles
- 1995 All Over
- 1995 Harmony
- 1996 Down 2 Love
- 1996 Fun Fair
- 1996 Heart Of Gold featuring Jenna
- 1996 Shining Down featuring Jenna
- 1996 Wonderland featuring Jenna
- 1996 Your Love (Get Down)
- 1997 Field Of Dreams
- 1997 Follow Me
- 1997 Pacific Sun featuring MC Junior
- 1997 Paradise And Dreams featuring Junior
- 1997 Pretty Green Eyes featuring Junior
- 1997 Simply Electric
- 1997 United In Dance
- 1998 Cutting Deep featuring Junior
- 1998 Heart Of Gold featuring Kelly Llorenna (#55 UK)
- 2001 Field Of Dreams featuring Jenna
- 2001 Look At Me Now featuring Junior
- 2001 Make Believe featuring Lisa Abbott
- 2001 Pretty Green Eyes featuring Junior

Unique
- 1998 Feelin' Fine
- 1998 Higher Ground

Breeze and Styles
- 2002 Future Set
- 2002 You're Shining
- 2003 The Beat Kicks / 2 The Dancefloor
- 2004 Heart Beats / Electric

Futureworld
- 2002 Chemical Love

Darren Styles
- 2002 Black Magic
- 2002 Sirens
- 2004 Back 2 The Old School
- 2005 Cutting Deep
- 2006 Darren Styles EP
- 2006 Getting Better
- 2006 Save Me
- 2006 Jealous
- 2006 SkyDivin
- 2007 Feel Love
- 2007 Flashlight
- 2007 Girlfriend
- 2007 Feel Love
- 2008 Come Running

Styles
- 2002 Over And Over

Styles and Breeze
- 2002 All I Want / Don't Want You
- 2002 Black Magic, Bad Magic / Oxygen
- 2002 Overdrive / Energise
- 2003 Home (At Last) / Rainbow
- 2003 Sonic / Total XTC
- 2004 Heartbeatz
- 2004 You're Shining
- 2005 Heartbeats (Remixes)
- 2005 You're My Angel
- 2006 I Will Be
- 2006 Slide Away
- Unreleased Come With Me

Darren Styles and Mark Breeze presents Infexious
- 2003 Let Me Fly

Infextious
- 2003 Let Me Fly

Hixxy and Styles
- 2005 Rushins / The Theme
- 2006 Hixxy and Styles EP

Ultrabeat vs Darren Styles
- 2007 Sure Feels Good UK #52
- 2008 "DiscoLights" UK

Darren Styles & N-Force
- 2008 Right By Your Side

## Collegamenti
- Sito ufficiale, su darrenstyles.co.uk. URL consultato il 5 maggio 2020 (archiviato dall'url originale il 1º novembre 2019).
- Darren Styles su Myspace, su profile.myspace.com (archiviato dall'url originale il 12 ottobre 2007).